# Hans Schneider (Kunsthistoriker)
Hans Schneider (* 4. August 1888 in Basel; † 7. November 1953 ebenda) war ein Schweizer Kunsthistoriker und Direktor des Niederländischen Instituts für Kunstgeschichte (RKD). Sein kunsthistorisches Interesse galt der niederländischen Malerei des 17. Jahrhunderts.

## Leben

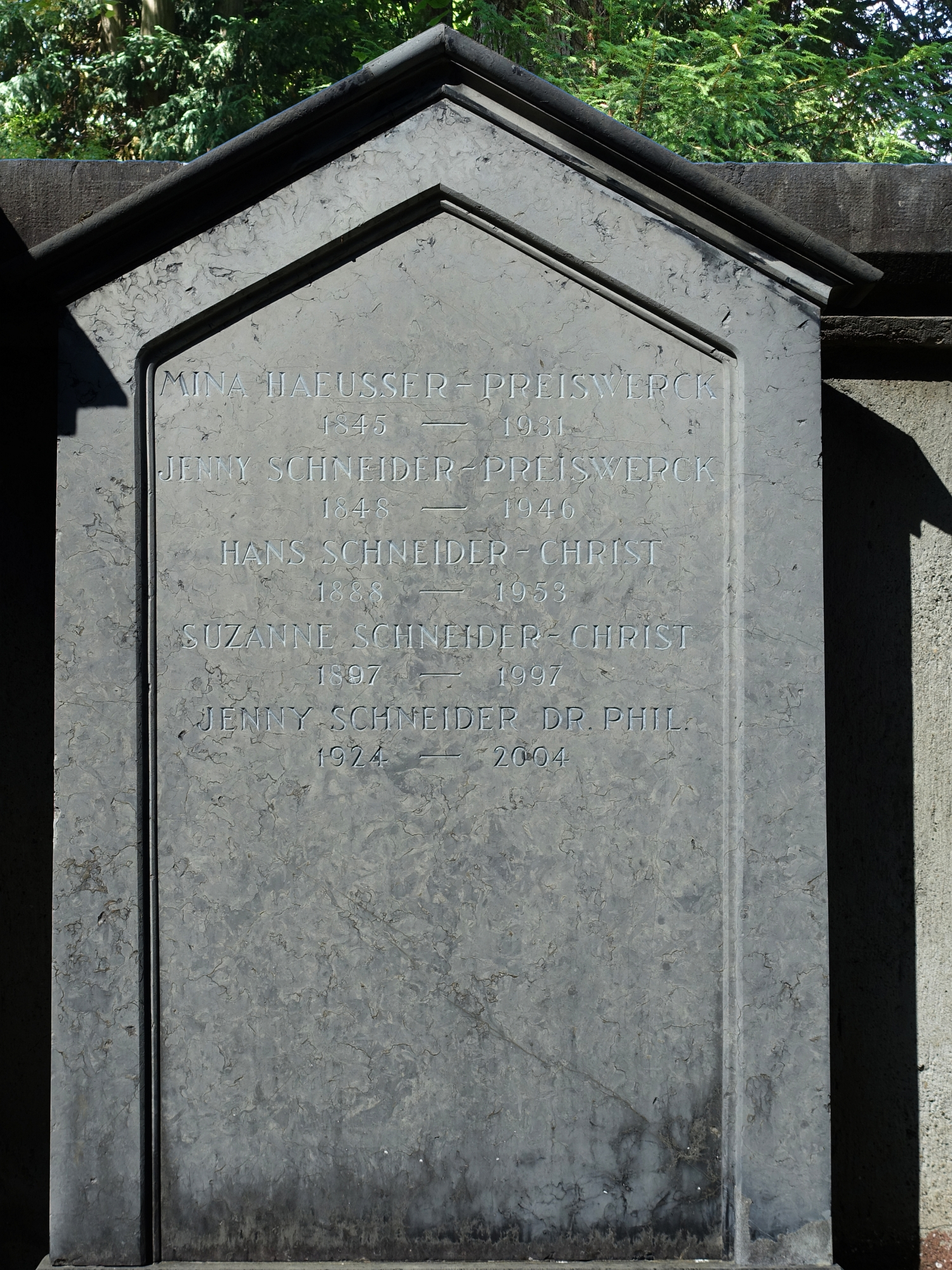
Familiengrab auf dem Wolfgottesacker, Basel

Hans Schneider studierte Kunstgeschichte, Archäologie und Geschichte in Basel, München, Rom und Berlin. 1914 wurde er an der Basler Universität promoviert. Seine Dissertation trug den Titel Beiträge zur Geschichte des niederländischen Einflusses auf die oberdeutsche Malerei und Graphik um 1460–1480. Nach seinem Studium zog er in die Niederlande und war im Zeitraum von 1915 bis 1930 Direktor des Mauritshuis in Den Haag. 1923 hielt er eine Vorlesung über die Methode der Kunstgeschichte an der Universität Leiden und war ab 1937 bis 1940 einer der Herausgeber des kunstwissenschaftlichen Periodikums Oud Holland. Von 1930 bis 1940 war er Direktor des Niederländischen Instituts für Kunstgeschichte. Nach der Besetzung der Niederlande durch die Wehrmacht verließ Schneider 1941 seine Wahlheimat und kehrte in die Schweiz zurück, wo er Leiter des Projektes „Die Kunstdenkmäler der Schweiz“ wurde und die Herausgabe der gleichnamigen Publikation betreute.
Hans Schneider war mit dem deutschen Kunsthistoriker und Direktor der Berliner Gemäldegalerie Max J. Friedländer befreundet und half ihm dabei, in die Niederlande zu emigrieren.
Hans Schneider diente als Mittelsmann zwischen Nathan Katz und Walter Andreas Hofer. Weiterhin spielte Schneider eine Rolle beim Abtransport der Versteigerungskataloge der Mainzer Antiquitäten- und Kunsthandlung David Reiling.
Hans Schneider war der Vater von Jenny Schneider. Er fand seine letzte Ruhestätte auf dem Wolfgottesacker in Basel.

## Schriften
- Beiträge zur Geschichte des niederländischen Einflusses auf die oberdeutsche Malerei und Graphik um 1460–1480. Basel, 1915.
- Over kunsthistorische methodiek. Openbare les gegeven bij optreden als privaatdocent in de kunstgeschiedenis aan de Rijks-Universiteit te Leiden op 17 mei 1923. Brill, Leiden 1923. (Online, PDF bei Delpher).
- Commemorative Catalogue of the Exhibition of Dutch Art held in the Galleries of the Royal Academy, Burlington House, London, January–March, 1929. Oxford University Press, Humphrey Milford, London 1930.
- Jan Lievens. Sein Leben und seine Werke. De eerven F. Bohn, Haarlem 1932. Verbesserter Nachdruck mit Supplement von R. E. O. Ekkart. B. M. Israël, Amsterdam 1973.